# Ivan Svîrhovskîi
Ivan (conform altor date - Grigorii) Svîrhovskîi, Sverciovskii sau Swierczewski (în ucraineană Івáн Свиргóвський) (d. aprox. 1575) a fost un hatman al cazacilor ucraineni în prima jumătate a anilor 1570.

## Biografie
În martie 1574, la rugămintea domnului Moldovei Ioan Vodă cel Viteaz, care încerca să obțină independența de la Imperiul Otoman, Ivan Svîrhovskîi a sosit în Moldova în fruntea unui detașament de cazaci (aprox. 1200-1400 de persoane) pentru a lupta împotriva oștirilor sultanului.